# Rhinolophus canuti
Rhinolophus canuti е вид бозайник от семейство Подковоносови (Rhinolophidae). Видът е световно застрашен, със статут Уязвим.

## Разпространение
Разпространен е в Индонезия (Бали и Ява).